# Alfred George Greenhill
Sir Alfred George Greenhill (* 29. November 1847 in London; † 10. Februar 1927 ebenda) war ein britischer Mathematiker.

## Leben
Greenhill studierte ab 1866 am St. John’s College der Cambridge University, wo er Second Wrangler bei den Tripos-Prüfungen 1870 wurde und den Smith-Preis der Universität gewann (mit dem First Wrangler R. Pendlebury). Er wurde Fellow des St. John’s College und ab 1873, nach kurzer Zeit am Royal Indian Engineering College in Coopers Hill, Lecturer und Fellow am Emmanuel College in Cambridge. 1876 bis zu seinem Ruhestand 1908 war er Mathematikprofessor an der Royal Military Academy in Woolwich.
Greenhill befasste sich insbesondere mit elliptischen Funktionen und ihren Anwendungen in mathematischer Physik, aber auch (bedingt durch seine Position an der Königlichen Militärakademie) mit Ballistik, zum Beispiel 1879 in einer Überschlagsformel zum optimalen Drall von Bleigeschossen aus gezogenen Gewehrläufen (abhängig von den Massen, dem Gewicht und der Geschwindigkeit des Projektils), sowie mit Elastizitätstheorie (wo er unter anderem die maximale Höhe von Bäumen zu berechnen versuchte), Hydrodynamik, der Theorie des Kreisels und Flugmechanik.
1888 wurde er Fellow der Royal Society, deren Royal Medal er 1906 erhielt. 1902 erhielt er die De-Morgan-Medaille der London Mathematical Society, deren Präsident er auch 1890 bis 1892 war. 1908 wurde er als Knight Bachelor geadelt. 1904 hielt er einen Plenarvortrag auf dem Internationalen Mathematikerkongress in Heidelberg (The mathematical theory of the top considered historically). Seit 1921 war er korrespondierendes Mitglied der Académie des sciences.

## Schriften
- Differential and integral calculus, London, MacMillan 1886
- The applications of elliptic functions, MacMillan 1892, Online Kopie
- Treatise on hydrostatics, London, MacMillan 1894
- Notes on dynamics, 1908
- Theory of stream lines with applications to an aeroplane, 1910
- Dynamics of mechanical flight, Constable, London 1912
- Gyroscopic theory, 1914